# The History of the Decline and Fall of the Roman Empire

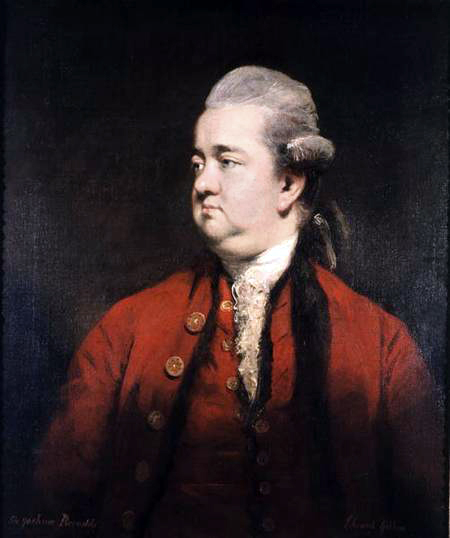
Edward Gibbon

The History of the Decline and Fall of the Roman Empire (al of niet volledig in het Nederlands verschenen als: Geschiedenis van het verval en den ondergang des Romeinschen Rijks, Herfsttij en ondergang van het Romeinse Rijk en Verval en ondergang van het Romeinse Rijk) is een geschiedschrijving van Edward Gibbon uit de achttiende eeuw, imposant door zijn uitgebreidheid, door een voorbeeldige wetenschappelijke aanpak en door uiterst leesbaar (en ironisch) taalgebruik. Het werk werd reeds bij verschijnen aangemerkt als belangrijk (en controversieel) en wordt nog steeds beschouwd als een voorbeeld voor historici.

## Onderwerp en vorm
Het boek beschrijft de neergang en val van het Romeinse Rijk vanaf Marcus Aurelius, in het jaar 180, tot aan de val van Constantinopel en dus het Oost-Romeinse Rijk in 1453; in totaal dertien eeuwen. Van deze periode beschrijft Gibbon de interne invloeden, met name de opkomst van het christendom, alsook de externe zoals Goten en Arabieren, die de val zouden veroorzaken of gebruiken.
Het werk bestaat uit zes delen, tezamen 71 hoofdstukken. De delen verschenen in 1776 (I), 1781 (II en III), 1788 (IV, V en VI). Anders dan, vele eeuwen lang, zijn voorgangers gebruikte Gibbon de oorspronkelijke bronnen, inclusief munten en obscure werken.
Naast een wetenschappelijke aanpak bracht Gibbon ook een verzorgd taalgebruik in — mede om zijn kritiek in ironie te kunnen brengen. Met name de Kerk werd onrustig van de duidelijke afkeer die Gibbon beschreef van de opkomst van het christendom. In zijn Memoires schreef Gibbon hierover, kenmerkend subtiel: Ik heb de triomf beschreven van barbarij en religie.
Naast kritiek ontving Gibbon al bij zijn leven waardering voor zijn werk, alleen al door het feit dat zijn werk regelmatig herdrukt werd.

## Betekenis van het werk
Gibbon werd door dit levenswerk wel de eerste 'moderne' historicus genoemd. Het boek was verplichte kost voor vele Engelse studenten. Van Winston Churchill is bekend dat hij, op zijn reizen als beginnend officier, dit werk las als vervolg op zijn opleiding.

### Gebruik van de titel
Niet alleen de opzet van het werk zelf, maar ook de titel is gebruikt in vele latere geschiedschrijvingen. Soms wordt de titel opgerekt tot Rise and Fall, oftewel 'Opkomst en ondergang'. Bijvoorbeeld:
- Rise and Fall of the Third Reich (1960), William L. Shirer
- The Rise and Fall of Adolf Hitler (1961), William L. Shirer
- The Rise and Fall of the Great Powers (1989), Paul Kennedy
- The Rise of the Anglo-German Antagonism, Paul Kennedy
- The Rise and Fall of British Naval Mastery, Paul Kennedy

## Uitgaven in het Nederlands
- Geschiedenis van het verval en den ondergang des Romeinschen Rijks (vertaald door Nicolaes Messchaert), 2 delen, Amsterdam: J. Allart, 1810-1811.
- Herfsttij en ondergang van het Romeinse rijk (vertaald door Willem Nieuwenhuis), keuze uit de eerste drie delen van het oorspronkelijke werk, Amsterdam: Becht, 1981. ISBN 90-230-0379-9. Later ook onder deze titel bij andere uitgevers.
- Verval en ondergang van het Romeinse Rijk (vertaald door Paul Syrier), Amsterdam etc.: Contact, 2000. ISBN 90-254-2399-X. Later ook onder deze titel bij uitgeverij Olympus.